# Турецька криниця

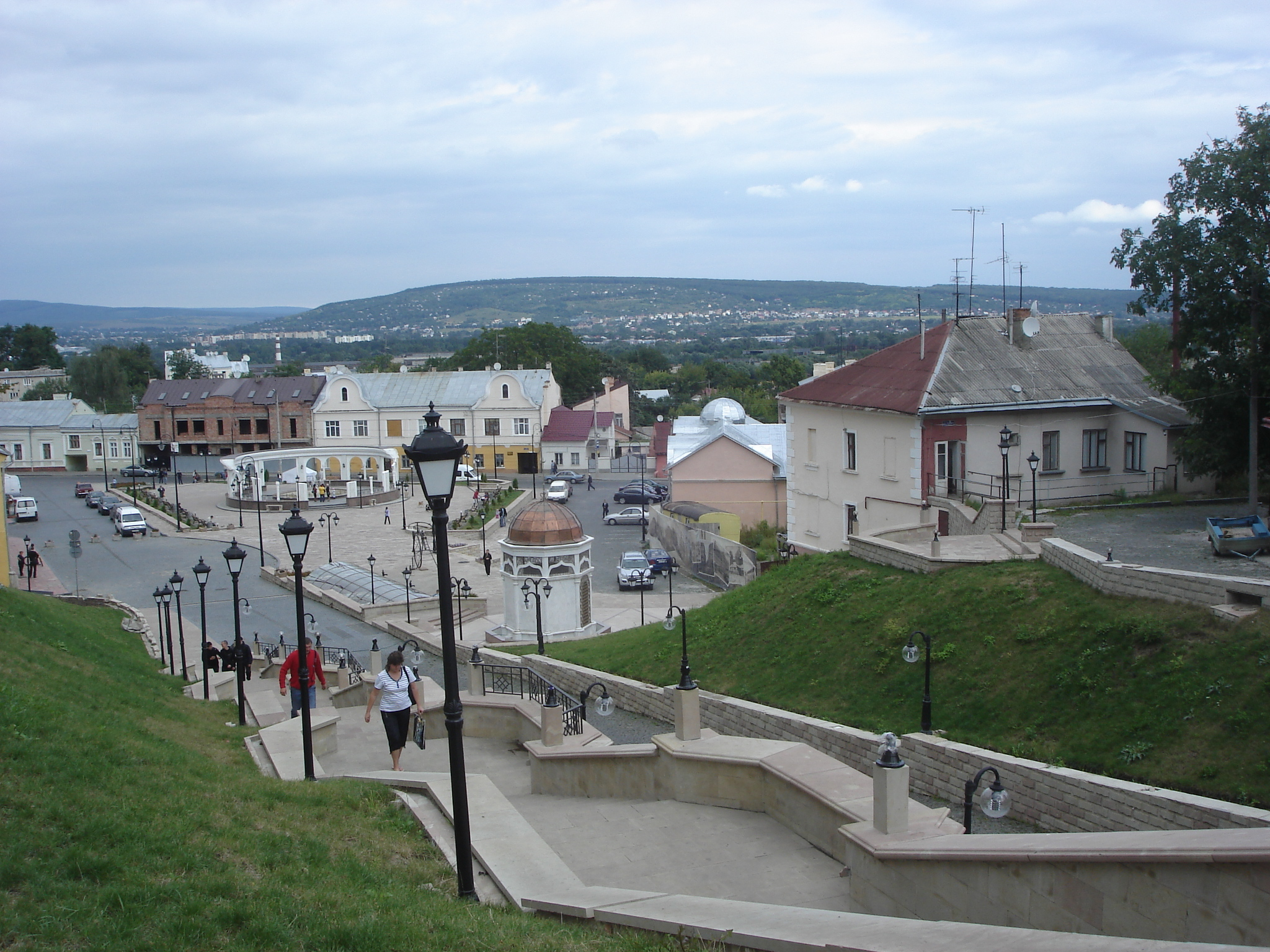
Загальний вигляд площі Турецької криниці

Турецька криниця — найстаріше водне джерело в місті Чернівцях, історична пам'ятка, що збереглася з часів входження Буковини до Османської імперії. Знаходиться в найстарішій частині Чернівців поряд із вулицями Турецькою та Петра Сагайдачного (в дорадянський період — Springbrunnengasse - General Averescu).
З криницею пов'язана романтична легенда про кохання турецького паші до простої української дівчини.

## Історія назв
З водою у Чернівцях було завжди сутужно, бо вона залягає на значній глибині. З огляду на це, за словами «літописця» Чернівців Фрідріха Раймунда Кайндля, мешканці міста в давнину взагалі не копали криниць, а користувалися винятково джерелом, яке називалося спочатку «Панською криницею». У 1797 році джерело було впорядковане й акуратно обрамлене. Офіційно його почали називати «Турецька криниця». Назва «Турецька криниця» походить ще з турецьких часів.

Водовоз біля Турецької криниці (поштівка початку 20-го століття)

## Австрійський період
До 1797 року криниця охоронялася спеціальним сторожем для того, щоб воду брали тільки для пиття та приготування їжі. Про те, що у Чернівцях води не вистачало, говорив військовий адміністратор Буковини Габріель фон Сплені уже в 1779 році. Він прийняв розпорядження про необхідність копання криниць.
До 1786 року у місті було облаштовано 30 криниць, завдяки чому міщани, які раніше скаржилися на нестачу води, мали її вдосталь. Однак за криницями не було належного догляду, і через це вони замулювалися.
Нестача води особливо відчувалася у посушливі пори року. Та й для гасіння пожеж її теж не вистачало. З урахуванням цього, біля Турецької криниці згодом було збудовано спеціальний резервуар для води.
27 квітня 1858 року у міській ратуші відбулося спеціальне економічне засідання магістрату і громадської ради під головуванням бургомістра Ортинського. На засіданні розглядали розроблений міським архітектором Фіалою план, попередні розміри і кошторис на вирівнювання та брукування площі Турецької криниці, ремонт резервуара, покриття гравієм під'їзного шляху. На ці роботи планувалося витратити 1065 флоринів 54 крейцери.

### Міква
Один із будиночків на Турецькій площі (до 1880 року площа офіційно називалася «Мари») належав єврейській громаді. Це була одноповерхова мурована міква.
Міква була надзвичайно важливим об'єктом у житті єврейської громади. У сутужні часи євреям дозволялося навіть продати синагогу для того, щоби облаштувати мікву. Це було складним завданням для місцевих рабинів.
Згідно з біблейським законом, кожна ритуально нечиста людина стає чистою тільки після того, як вмиється у воді. Для цієї мети і служив обладнаний для ритуального купання басейн. Він мав наповнюватися природним шляхом — дощовою водою або через канал, проведений від річки чи природного джерела. Якщо ж долити сюди воду будь-яким посудом, то вона стає ритуально непридатною.
Для мікви необхідна певна кількість води, щоби нею можна було скупати все тіло людини. Єврейська громада мала договір із чернівецьким магістратом на подачу води з басейну криниці. Договір складався на 10 років і багаторазово продовжувався. З приходом на Буковину радянської влади міква деякий час не працювала.
От як описано Мікву в одному з документів, складеного на початку існування радянської влади в Чернівцях:

Золотар неподалік театруі міста Чернівці (поштівка 1905 року)

Лазня збудована єврейською громадою у 1830 році. Приміщення одноповерхове ветхе. На першому поверсі роздягальня на 71 кабінку, мийна, парна і приміщення для обслуги. У напівтемному підвальному приміщенні також знаходиться мийна, душова, ванне відділення та басейн...»
Міква слугувала єврейській громаді і в час входження краю до складу Румунського королівства (1919—1940, 1941—1944). Працює вона і нині.

### Церква Успіння Марії
На площі неподалік Турецької криниці протягом декількох століть стояла православна церква Успіння Марії. За визначенням календаря «Bukowiner Nachrichten Kalendar» за 1986 рік цей дерев'яний храм було збудовано на місці Князівської церкви.
Храм Успіння Марії знаходився на площі з 1783 по 1876 рік, у 1876 році його було перенесена на Калічанку — передмістя Чернівців. Після цього майдан отримав назву «площі Марії» (Maria Himmelsfahrthlatz).
Площа, на якій раніше стояв храм, була облаштована на кошти фонду: знесли пагорб, перенесли на нове кладовище старий цвинтар, звели огорожу.
На місці, де стояв старий вівтар, поставили монумент, який також використовували для освячення води на Водохреще. «Свято Йорданського посвячення води довершено зі звичайною величавістю та при великім здвизі народу біля Турецької криниці, де целебрував сам митрополит д-р Репта». Площа утримувалась у належному стані. Тут постійно проводились роботи з впорядкування зелених насаджень.
У 1907 році на площі було вимощено тротуари. Ці роботи проводились під наглядом архітектора Алоїза Леопольда.
Отже, на одній площі впродовж багатьох років стояли святині трьох народів — православна християнська церква (парафіянами якої були українці та румуни) і єврейська міква, що користувалась водою Турецької криниці.

## Радянський період
У радянський період і криниця, і площа, і навколишні будівлі занепали.

## Період Незалежності
До 600-літнього ювілею міста Чернівці (2008) Турецька площа була реконструйована. Тут капітально відремонтували Турецьку криницю, відновили резервуар для води біля неї, був також відновлений над джерелом павільйон у східному стилі, на майданчику з північного боку збудували фонтан на взірець давньоримських руїн, а на крутому схилі біля мосту розмістили квітковий годинник.
Поряд із пагорбом, на якому розміщений годинник, є кам'яні сходи, освітлені безліччю ліхтарів. Вони ведуть на другий рівень площі, а саме на Турецький міст.
У 2009 році, під час Дня ковалів, на площі встановили кований велосипед. Старовинні будівлі по периметру продовжують реставрувати.
В ансамбль площі входить і Турецький міст (XIX ст). Площа Турецької криниці набула вишуканого вигляду зі старовинним шармом і стала улюбленим місцем відпочинку чернівчан і гостей міста.

## Галерея фотофрагментів сучасної площі Турецької криниці

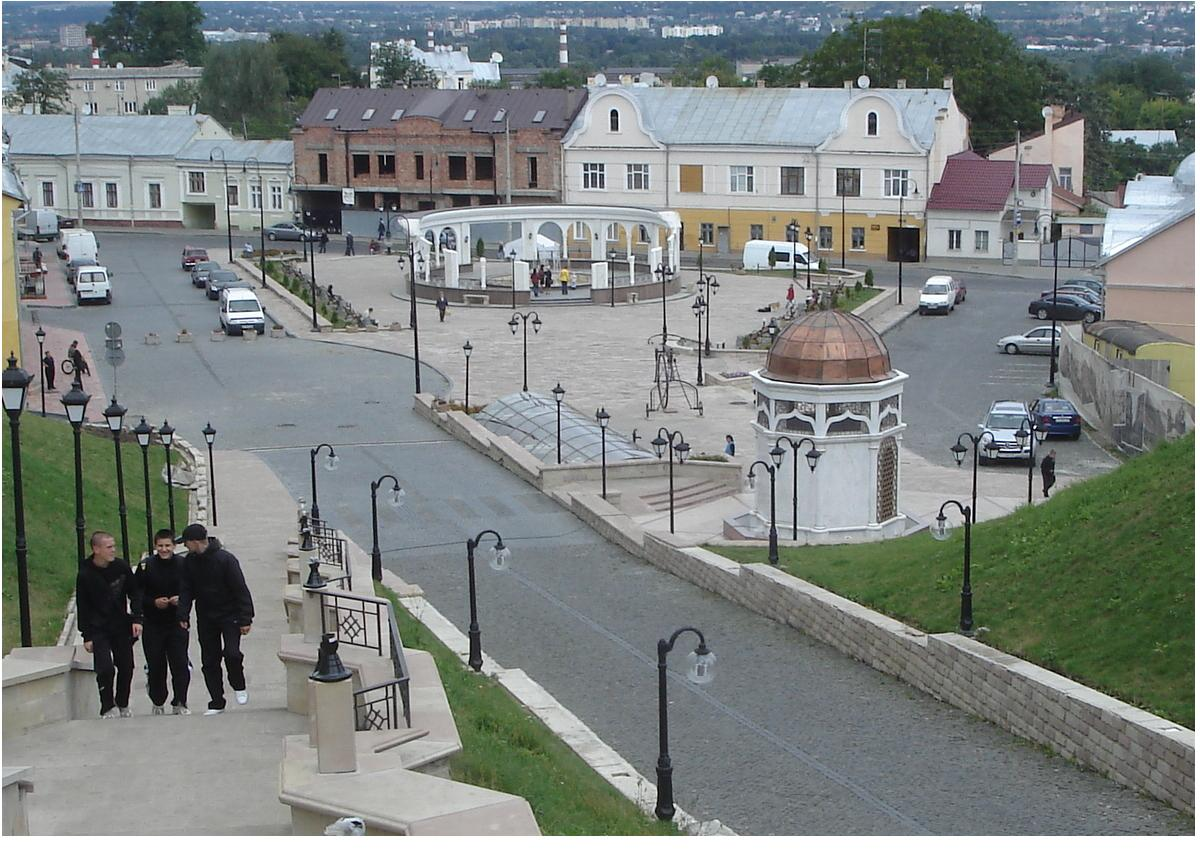
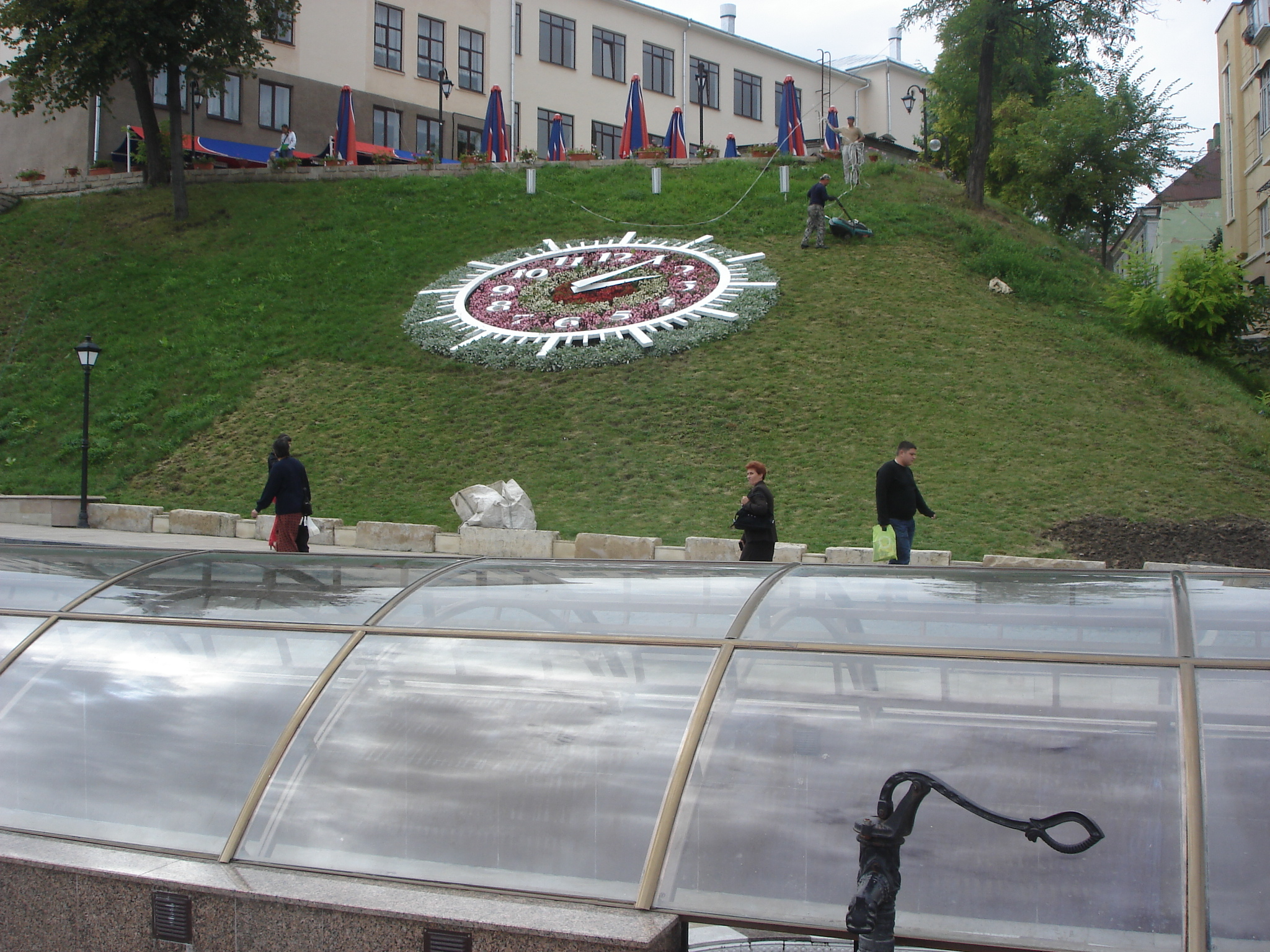
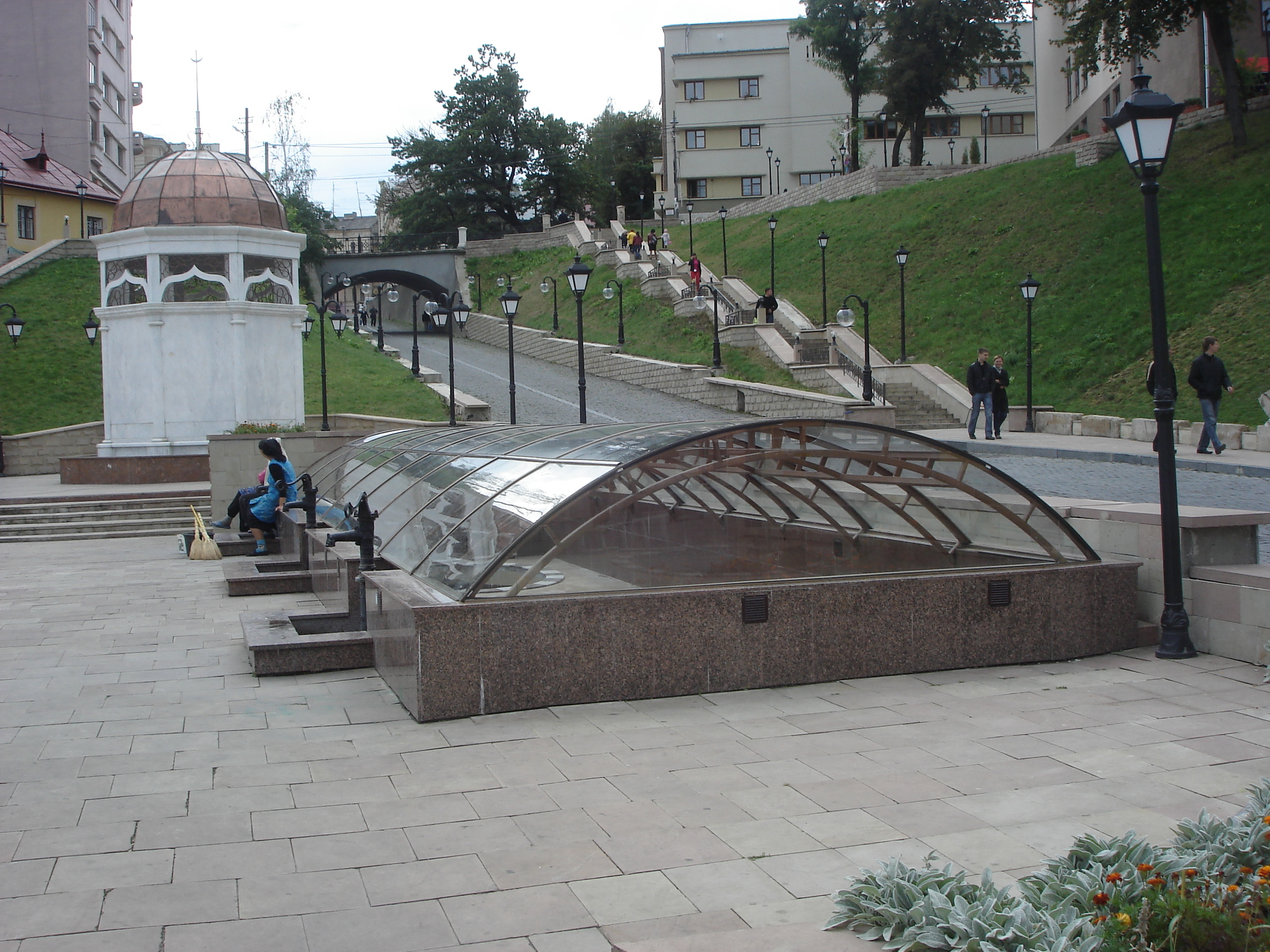
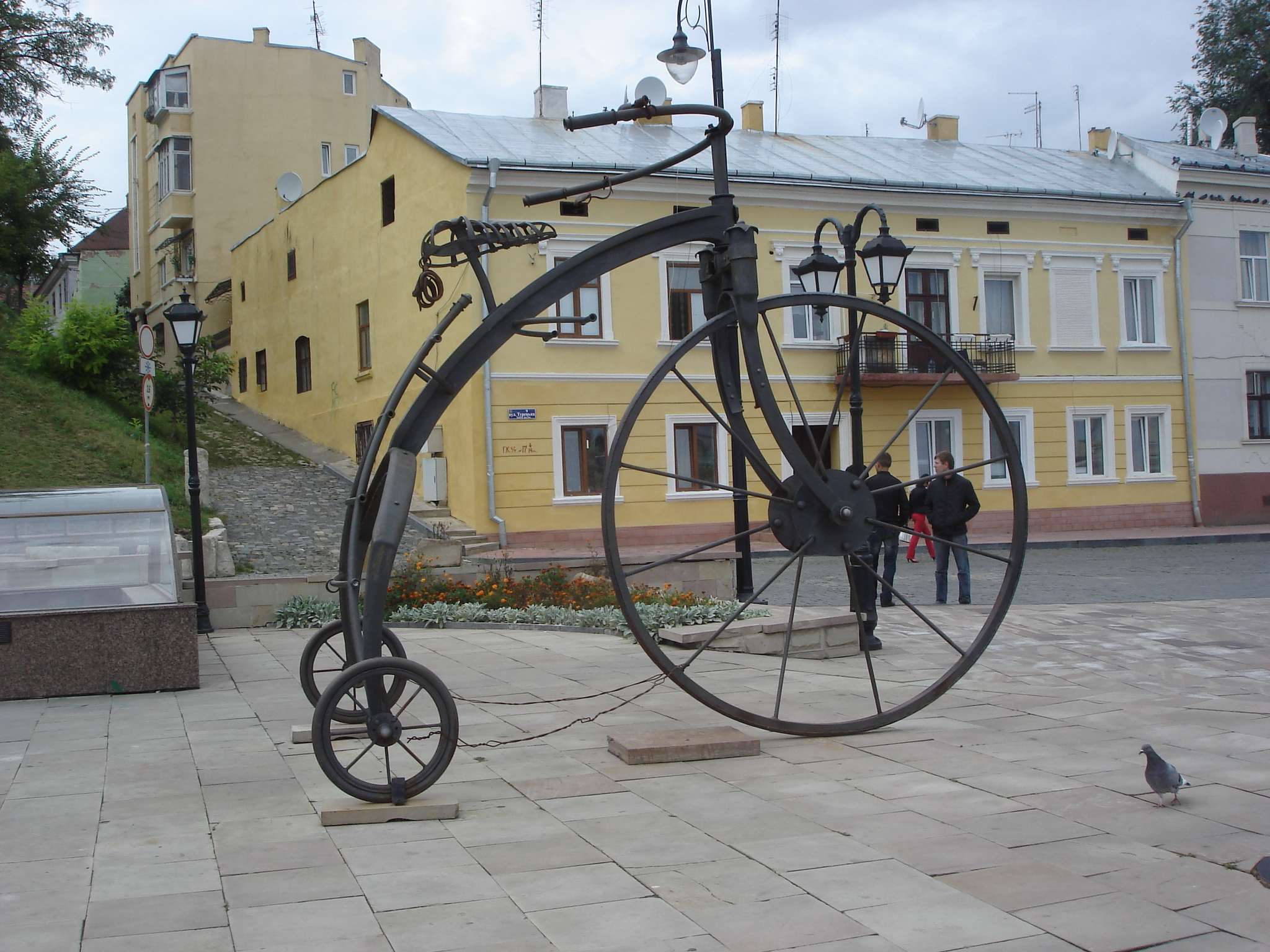
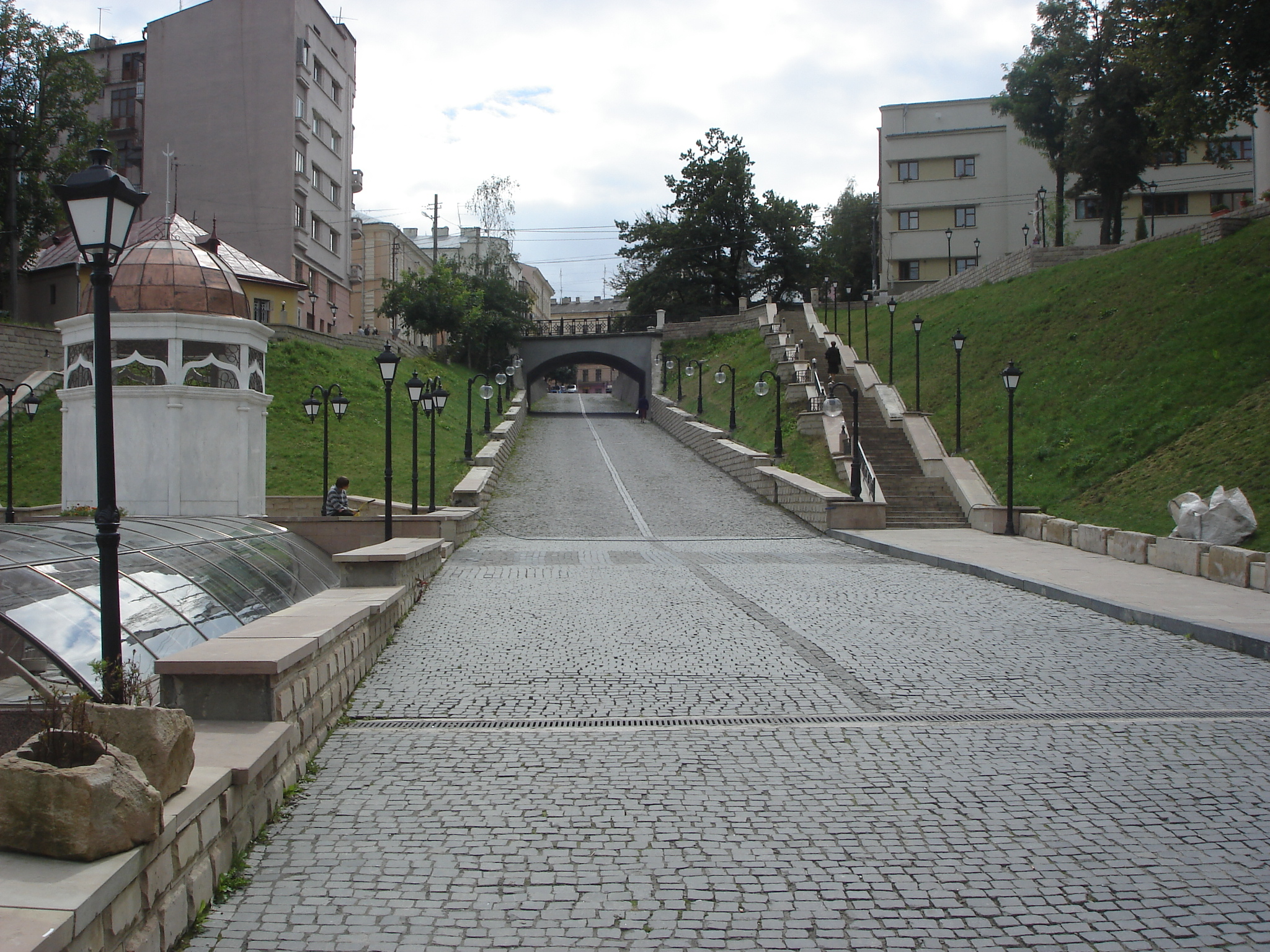
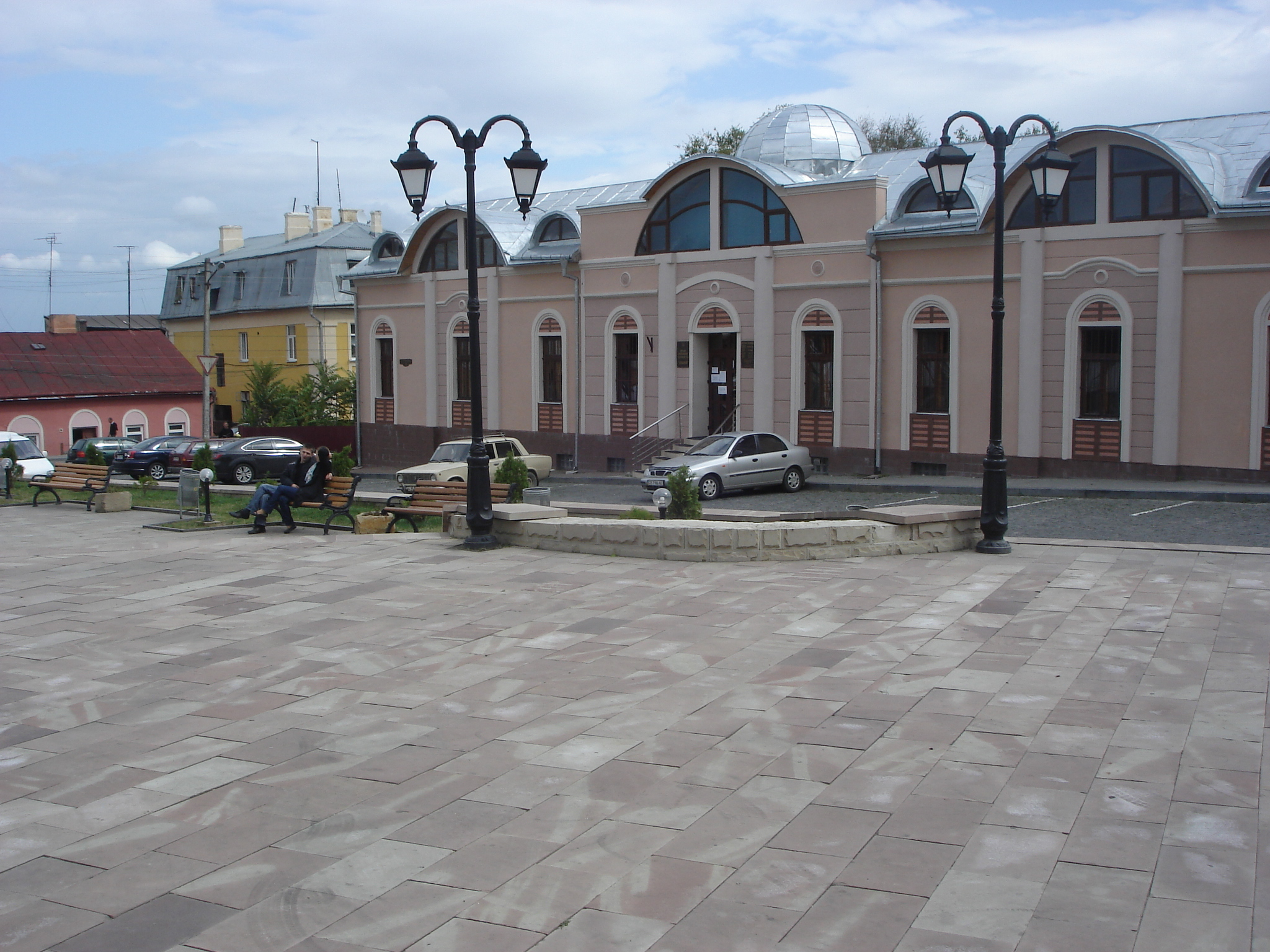
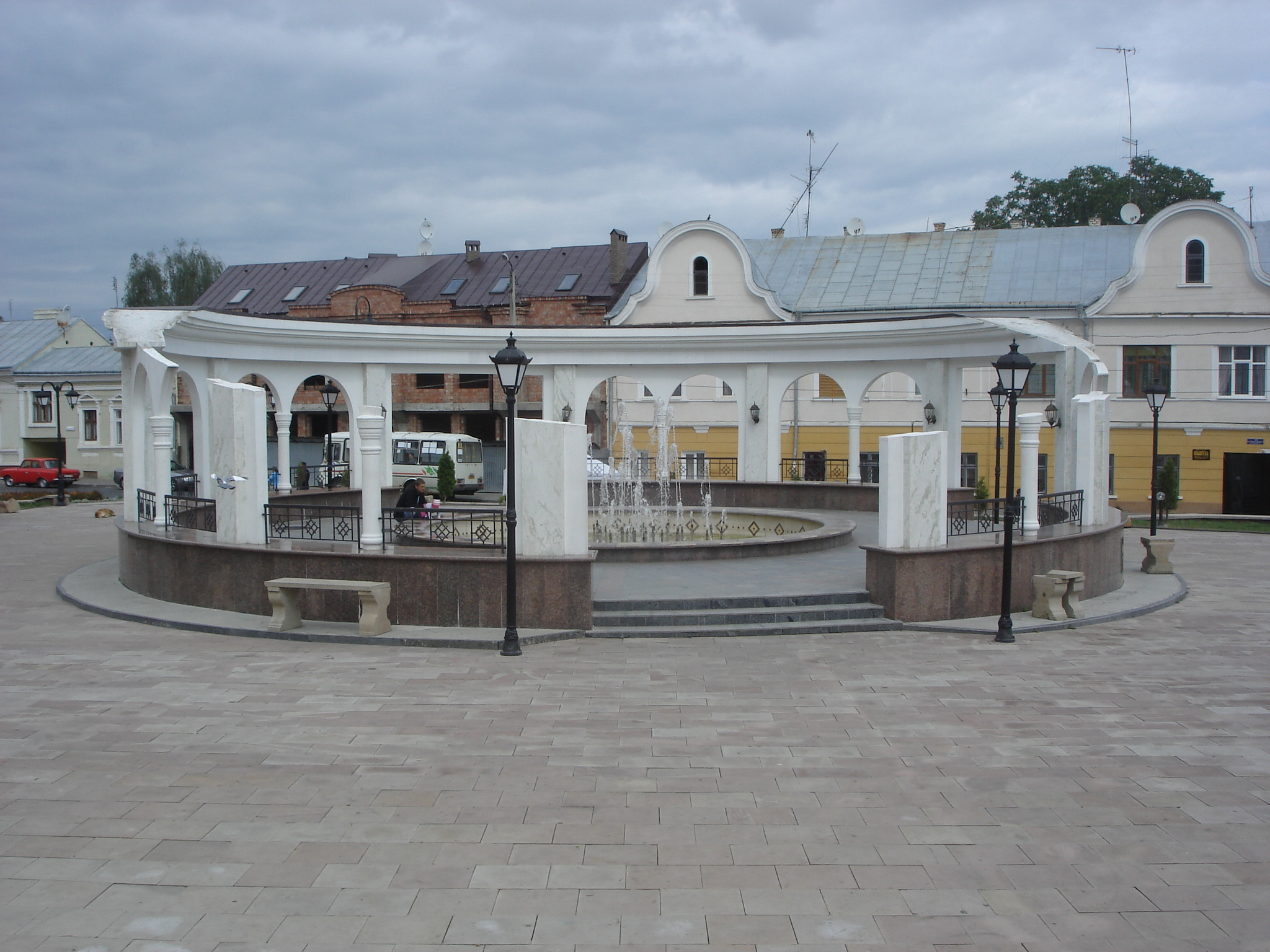